# Persona 2: Eternal Punishment
Persona 2: Eternal Punishment (яп. ペルソナ2 罰, кириліз.: Перусона Цю: Бацу, досл. «Персона 2: Кара») — японська рольова відеогра, випущена у 2000 році компанією Atlus для платформи PlayStation. Гра є прямим продовженням Persona 2: Innocent Sin і хронологічно третьою частиною серії Persona, що є підсерією франшизи Megami Tensei. У 2012 році Atlus здійснила ремейк гри для PlayStation Portable, який вийшов лише в Японії. У відповідь на відсутність міжнародного релізу PSP-версії, оригінальну версію для PlayStation було перевидано у 2013 році на PlayStation Network.
Події Eternal Punishment розгортаються у вигаданому японському місті Сумару й відбуваються через кілька місяців після подій Innocent Sin. Головна героїня, журналістка Мая Амано, розслідує явище під назвою Прокляття Джокера — зловісний феномен, за якого мрії людей та поширені чутки втілюються в життя, спричиняючи хаос. У процесі розслідування Мая та її союзники отримують здатність викликати Персон — персоніфіковані прояви їхніх особистостей. Ігровий процес включає покрокові бої, в яких персонажі використовують Персон у боротьбі проти демонів, а також окрему систему Чуток, що дозволяє впливати на розвиток подій у місті залежно від поширення певних чуток — як позитивних, так і негативних.
Під час роботи над Innocent Sin, сценарист Тадаші Сатомі відчув потребу в новому погляді на події, доповнюючи сюжетну перспективу персонажа Тацуї, що заклало основу для створення Eternal Punishment. До розробки також повернулися продюсер Коуджі Окада, художник Кадзума Канеко та композитори Тошіко Тасакі, Кенічі Цучія і Масакі Курокава. Хоча багато елементів було запозичено з Innocent Sin, ігрову механіку та систему Чуток було вдосконалено. Тематична пісня гри — Change Your Way — була написана британською співачкою Елішею Ла’Верн на основі концепції гри.
Гра отримала переважно схвальні відгуки як у Японії, так і на Заході. Критики відзначали покращення порівняно з Innocent Sin, зокрема сюжет, ігрові механіки та якість локалізації, яка була помітно кращою за локалізацію оригінальної Persona.

## Ігровий процес
Persona 2: Eternal Punishment є рольовою грою, в якій гравець керує групою персонажів, що досліджують вигадане японське місто Сумару. Камера слідує за командою під регульованим кутом згори. Переміщення містом здійснюється через глобальну карту, яка слугує засобом навігації між ключовими локаціями. Центральним ігровим елементом виступає система Чуток: коли персонажі чують певну чутку, вони можуть поширити її містом за допомогою окремих NPC, внаслідок чого чутки стають реальністю. Це може надавати гравцю спеціальні предмети, покращення чи, навпаки, негативні ефекти.
Бої поділяються на сюжетні сутички з босами та випадкові зіткнення з рядовими противниками. Битви відбуваються у покроковому режимі на малій бойовій арені, де персонажі та вороги можуть переміщуватися для виконання дій. Гравець задає стратегію через меню бою, після чого персонажі автоматично виконують наказані дії до завершення битви або доки гравець не втрутиться для коригування тактики. На відміну від системи бою на сітці в оригінальній Persona, в Eternal Punishment учасники бою діють у межах спільної фази ходу, без жорсткої прив’язки до позицій на полі.
Під час битв гравець використовує Персон, закликаючи їх для виконання заклять, які споживають очки магії (SP). Кожна Персона має власні елементальні сильні та слабкі сторони, і їх можна застосовувати для атаки, захисту чи лікування. На початку кожна Персона слабка, однак часте використання підвищує її рівень рангу, де максимальним є Ранг 8. Підвищення рангу відкриває доступ до сильніших заклять. Окрім звичайних дій, гравець може виконувати Ф'южн — комбіновані атаки, що активуються, коли кілька персонажів використовують певну послідовність заклять. Такі дії можуть завдати значної шкоди ворогам або надати союзникам підтримку. У бою досвід отримують як персонажі, так і їхні Персони. Для пришвидшення боїв доступна функція автоматичного бою, де сутички відбуваються без активної участі гравця.
Під час бою також доступна механіка спілкування з ворогами. На відміну від першої Persona, де доступно чотири варіанти діалогу, в Eternal Punishment гравець обмежений одним набором реплік. Якщо діалог відбувається успішно (з використанням відповідного персонажа), ворог може залишити поле бою, а гравець отримає магічну карту — аркану, пов’язану з родиною Персон. Ці карти використовуються для створення нових Персон в Оксамитовій кімнаті. У ній гравець може викликати нових Персон відповідно до отриманих аркан. Зі зростанням рівня персонажа стають доступними потужніші Персони з тієї самої групи. Окрім фіксованих карт, гравець може отримати порожні карти навичок, укладаючи контракти з ворогами через відповідні діалоги. Ці карти можна адаптувати до обраної родини Персон, розширюючи тактичні можливості гри.

## Розробка
Ідея створення Persona 2: Eternal Punishment виникла ще під час написання сценарію до Innocent Sin. Сценарист Тадаші Сатомі відзначив, що чернетка сценарію справила на нього враження потреби в альтернативній точці зору на події, окрім позиції головного героя. Це спонукало його закласти основу сюжету Eternal Punishment. Щоб підготувати гравців до нової перспективи, команда представила майбутніх головних героїв Eternal Punishment у незначних ролях в Innocent Sin.
Повноцінна розробка Eternal Punishment розпочалась після виходу Innocent Sin. Обидві гри використовували спільний ігровий рушій і загальну структуру. Продюсер Innocent Sin Коуджі Окада повернувся до тієї ж ролі в новому проєкті. У процесі розробки команда використала набуті під час роботи над Innocent Sin знання для вдосконалення ігрових механік та системи Чуток. Одним із головних викликів стала велика кількість ідей і контенту, які команда прагнула реалізувати, що значно перевищувало початкові плани. Ігрові катсцени були створені у співпраці з Digital Media Lab та Earthy Productions.
Головною тематикою Eternal Punishment, як і в Persona та Innocent Sin, є дослідження людської психіки та процес самопізнання героїв. Якщо Innocent Sin зосереджувалась на підлітках, то Eternal Punishment звертається до дорослих персонажів. Центральною ідеєю виступає те, як люди усвідомлюють своє істинне «я» в умовах зіткнення з реальністю дорослого життя.
Окремою концепцією, успадкованою від Innocent Sin, є сила котодама — японське вірування, що слова здатні впливати на фізичний і духовний світ. У грі ця сила реалізована через систему поширення чуток, які змінюють хід подій. Важливі терміни та концепції, зокрема Персони, Тіні та персонаж Філемон, були запозичені з психології Карла Густава Юнга і його теорії архетипів. Вороже божество Ньярлатотеп, яке з’являлось як персона в оригінальній Persona, натхнене однойменним персонажем з Міфів Ктулху письменника Г. Ф. Лавкрафта. Інші антагоністи й монстри гри також походять із лавкрафтівської міфології й відіграють ключову роль у сюжеті.
Головні персонажі були розроблені художником Кадзумою Канеко, тоді як другорядних героїв створив Шіґенорі Соеджіма. На відміну від підлітків зі шкільною формою в Innocent Sin, дорослі герої Eternal Punishment не могли мати уніфікованого одягу. При створенні костюмів Канеко прагнув передати образ «звичайних дорослих», однак при цьому зіткнувся з труднощами у відображенні героїзму персонажів. У результаті він створив образи, що виглядали звичайно, але водночас вирізнялись особливою атмосферою. Однією з центральних фігур, яка допомогла сформувати цей стиль, стала Улала — другорядна героїня Innocent Sin, яка стала головною персонажкою в Eternal Punishment.
Персонаж Джокер з Innocent Sin також був перенесений в Eternal Punishment, однак із суттєвими змінами. Його нове втілення стало набагато більш жорстоким і смертоносним, що створювало помітний контраст із попередньою інтерпретацією персонажа.

## Сприйняття

### Продажі
Під час першого тижня після релізу в Японії Persona 2: Eternal Punishment очолила національні чарти продажів, розійшовшись накладом у 106 563 копії. Наступного тижня гра залишалася в топ-5, продавши ще 16 333 копії, довівши загальний тираж до 122 896 одиниць. До кінця 2000 року гра посіла 60-те місце в рейтингу найпродаваніших ігор року в Японії із загальними продажами 200 103 копії. Ремейк для PlayStation Portable дебютував у японських чартах на 3-му місці, продавши 24 547 копій за перший тиждень. Упродовж другого тижня продажі склали ще 4 885 одиниць, але гра опустилася на 20-ту позицію. За даними компанії Index Holdings, станом на жовтень 2012 року загальні продажі PSP-версії досягли лише 60 000 копій, що суттєво поступалося іншим релізам Atlus, таким як Etrian Odyssey IV (Nintendo 3DS) та Persona 4 Golden (PS Vita).

### Відгуки
| Агрегатор    | Оцінка                   |
| ------------ | ------------------------ |
| GameRankings | PS1: 84% (18 reviews)    |
| Metacritic   | PS1: 83/100 (11 reviews) |

| Видання         | Оцінка                  |
| --------------- | ----------------------- |
| Famitsu         | 32/40 (PS1) 31/40 (PSP) |
| Game Informer   | 8/10 (PS1)              |
| GamePro         | 5/5 (PS1)               |
| GameSpot        | 8.5/10 (PS1)            |
| IGN             | 8.2/10 (PS1)            |
| Next Generation | 4/5 (PS1)               |

Японське видання Famitsu позитивно оцінило вдосконалення ігрових механік у порівнянні з Innocent Sin, назвавши ігровий досвід «захопливим» та відзначивши сильний сюжет. При цьому критики зауважили, що візуальний стиль гри залишився дуже подібним до попередньої частини. Огляд PSP-ремейку також був здебільшого схвальним: рецензенти відзначили похмуру атмосферу та цікаві бої, і позитивно сприйняли можливість пройти обидві частини Persona 2 на одній платформі. Оглядач IGN Девід Сміт зауважив, що гра має повільніший темп у порівнянні з іншими RPG того часу, однак йому сподобались дорослі теми сюжету та система Персон і Чуток. Він підсумував: «Її унікальний візуальний стиль, незвичні персонажі та захопливі ігрові системи зроблять цю гру чудовим способом провести не одну годину цієї зими». Кен Чу з RPGFan, попри нарікання на повільну роботу камери та деякі графічні елементи, похвалив опрацьованих персонажів і загальну якість ігрового процесу. Він зазначив, що складність гри може відлякати новачків, але більш досвідченим гравцям він «наполегливо рекомендує ознайомитися з нею». Джефф Ґерстманн із GameSpot загалом погодився з позитивними оцінками інших критиків, хоч і звернув увагу на потенційно незбалансовану бойову систему та посередню графіку. Втім, він зазначив: «Якщо вам вдасться абстрагуватись від цих недоліків, перед вами постане RPG, яка не боїться бути іншою, не жертвуючи при цьому цікавим сюжетом і напруженим геймплеєм».
Серед найбільш схвальних відгуків виділяли покращену локалізацію порівняно з першою Persona, хоча думки щодо озвучення розділились; дехто вказував на наявні граматичні помилки.
Журнал Next Generation зазначив: «Ця гра не блищить зовнішнім виглядом, але є однією з найглибших, найзамисленіших і найзахопливіших RPG, які ви тільки знайдете». Eternal Punishment також стала фіналістом у номінації "Найкраща рольова гра року" за версією GameSpot, поступившись перемогою Chrono Cross.

## Спадщина
Persona 2: Eternal Punishment досягла достатнього успіху, аби відновити присутність серії Persona на західному ринку, де вона раніше залишалась нішевою. Наступною грою в серії стала Persona 3 для PlayStation 2, яка вийшла у 2006 році. На відміну від Eternal Punishment, вона була видана на Заході під брендом Shin Megami Tensei, що залишалося стандартом локалізації серії до виходу Persona 5 у 2017 році, після чого серія повернулася до оригінального найменування без позначки SMT.
Обидві частини — Innocent Sin і Eternal Punishment — отримали спін-оф манґу під назвою Persona: Tsumi to Batsu (яп. ペルソナ 罪と罰, кириліз.: Перусона: Цумі то Бацу, досл. «Персона: Гріх і кара»), в якій фігурують нові персонажі зі школи Seven Sisters. Повторне видання манґи у 2011 році містило новий контент, що тісніше поєднував сюжет з Innocent Sin.
У 2009 році компанії Atlus і Bbmf розробили та випустили мобільну версію гри під назвою Persona 2: Eternal Punishment – Infinity Mask (яп. ペルソナ2 罰 インフィニティマスク, кириліз.: Перусона Цю: Бацу Інфініті Масуку, досл. «Персона 2: Вічна кара — Маска вічності»). Аналогічно до мобільного порту Innocent Sin, ця версія адаптувала основні функції оригінальної гри до особливостей мобільних пристроїв.
Персонажі Eternal Punishment, зокрема Мая Амано та Ліза Сільверман, згодом були використані у внутрішньому технічному демо нового графічного рушія Atlus, який став основою для розробки Shin Megami Tensei: Nocturne. Це демонструвало технічні можливості рушія та водночас підкреслювало значущість Eternal Punishment як частини еволюції франшизи.